# Pithecellobium microchlamys
Pithecellobium microchlamys är en ärtväxtart som beskrevs av Henri François Pittier. Pithecellobium microchlamys ingår i släktet Pithecellobium och familjen ärtväxter. Inga underarter finns listade i Catalogue of Life.